# Rold Skov
Rold Skov, som ligger centralt i Himmerland mellem Arden og Skørping, er Danmarks næststørste sammenhængende skovkompleks med ca. 8.000 ha:17. I skoven ligger blandt andet Den Jyske Skovhave og Rebild Bakker. Herudover er der en række museer spredt i området såsom Spillemands- jagt og skovbrugmuseet, Blokhusmuseet og Thingbæk Kalkminer (administreret af Rebildcenteret) og Regan Vest.
Rold Skov er stærkt kuperet, hvilket giver forudsætninger for kildevæld og søer. Kilderne omfatter Lille Blåkilde, som trods navnet giver 150 liter pr. sekund:13, Ravnkilde, Gravlevkilden og Egebækkilden. Madum Sø øst for skoven er den største sø med mulighed for badning, størrelsesmæssigt efterfulgt af Store Økssø og Mossø. Ved skovens nordvest-kant ved Gravlev er Gravlev Sø i Lindenborg Ådal reetableret efter i en årrække at have været drænet.
75 % af skoven er i privateje, hvor Lindenborg Gods, Nørlund Gods og Willestrup Gods tegner sig for hovedparten, og staten ejer de resterende 25 %. Statens andel administreres af Skov- og Naturstyrelsen, Himmerland.
Rold Skov er en del af Natura 2000-område 18 Rold Skov, Lindenborg Ådal og Madum Sø og er både habitatområde og fuglebeskyttelsesområde.

## Urørt skov
I henhold til Naturpakken 2016  blev to områder i Rold Skov i 2018 udpeget til urørt skov. Et område i den nordlige del af skoven ved den store Lindenborg Ådal omfatter både markante skrænter og de tilstødende skovarealer. Det sydlige område er beliggende midt i det kuperede bakkelandskab i Fælles Skov nordvest for Store Økssø. Samlet udgør de to områder med ny urørt skov i Rold Skov 297 hektar.

## Historien
Rold Skov blev gennem århundreder forbundet med røveri og voldelige overfald. I 1830'erne lykkedes det at optrevle en større bande, hvis retssager efterfølgende tog hele syv år fra 1837 til 1844. En af de dømte havde tilnavnet Bettefanden og blev senere beskrevet af Blicher i novellen af samme navn.
Under Den Kolde Krig anlagdes atombunkeren Regan Vest i Rold Skov. Bunkeren blev nedlagt i 2012, og efter en del overvejelser,  i 2023 indrettet som museum.

## I Litteraturen
- Steen Steensen Blicher: Bettefanden

## Galleri
- Fra den Jyske Skovhave.
- Fra området ved Rebild Bakker.
- Redskabsbygning ved den tidligere skovløberbolig.